# Мексикано-португальские отношения
Мексикано-португальские отношения — двусторонние дипломатические отношения между Мексикой и Португалией. Обе страны являются членами организации Иберо-американских государств, Организации экономического сотрудничества и развития и Организации Объединённых Наций.

## История
Первые официальные дипломатические контакты между Мексикой и Португалией состоялись в 1843 году в Вашингтоне, округ Колумбия, Соединённые Штаты Америки; тем не менее, дипломатических отношений не было, официально до 20 октября 1864 года, при Правительстве императора Мексики Максимилиана I. В 1884 году открылась первая Мексиканская дипломатическая миссия в Лиссабоне; тем не менее, миссия была закрыта в 1918 году, когда Португалия отказалась признать правительство Президента Мексики Венустиано Карранса. Дипломатические отношения были восстановлены между двумя странами в 1929 г. и в 1959 г., дипломатические представительства были открыты в Лиссабоне и в Мехико, соответственно, и были повышены до уровня посольств.
В октябре 2013 года, премьер-министр Португалии Педру Пасуш Коэлью посетил Мексику с официальным государственным визитом. Это был первый раз, когда португальский премьер-министр побывал в Мексике с 1996 года. Визит должен был ознаменовать 150-летие началу установления дипломатических отношений между двумя странами, которое будет отмечаться в Португалии в 2014 году. В июне 2014 года, президент Мексики Энрике Пенья Ньето посетил Португалию с государственным визитом в ознаменование 150-летия установления дипломатических отношений между двумя народами.

## Государственные визиты
Визиты Президентов Мексики в Португалию
- Президент Карлос Салинас де Гортари (1984)
- Президент Эрнесто Седильо (1998, 2000)
- Президент Фелипе Кальдерон (2009)
- Президент Энрике Пенья Ньето (2014)

Визиты Президентов и Премьер-министров Португалии в Мексику
- Премьер-Министр Антониу Гутерреш (1996)
- Президент Жорже де Сампайю (1999)
- Премьер-Министр Педру Пасуш Коэлью (2013)
- Президент Анибал Кавуку Силва (1991, 2014)

## Торговля
В 1997 году Мексика подписала соглашение о свободной торговле с Европейским Союзом, в котором Португалия является её членом. С начала реализации соглашения о свободной торговле в 2000 году, торговля между двумя странами резко возросла. Двусторонняя торговля между Мексикой и Португалией увеличивается в среднем на 13 % в год. Общий объём торговли между двумя странами в 2014 году составил 598 миллионов долларов США. между 2000—2011 годами, мексиканские компании инвестировали более 5 миллионов долларов США в Португалию и в то же время, португальские компании инвестировали более 60 миллионов долларов США в Мексику.

## Дипломатическое представительство
- Мексиканское посольство находится в Лисабоне.[10]
- Португальское посольство находится в Мехико[11].